# Never Say Never Again
Never Say Never Again är en brittisk actionfilm från 1983 och den andra James Bond-filmen ej producerad av EON Productions. Den blev en ny version av filmen Åskbollen och innebar också klimax i den långa juridiska tvisten kring rättigheterna till boken Åskbollen.

## Handling
James Bond bryter sig in till en kidnappad kvinna, men när han fritar henne sticker hon en kniv i Bond. Senare säger Bonds nye chef, M, att övningen gick så dåligt att Bond skickas till en hälsoklinik för att komma i form.
I Frankrike presenterar S.P.E.C.T.R.E.:s ledare Ernst Stavro Blofeld sin nya plan, Allahs tårar som går ut på att stjäla två kärnvapenladdade kryssningsrobotar för att sedan utpressa NATO. Stölden sker med hjälp av den amerikanske flygkaptenen Jack Petachi, vars ena öga har opererats för att bli identiskt med ett av USA:s presidents ögon. Uppdraget att ta hand om Petachi faller på Fatima Blush.
På kliniken Shrublands bevittnar Bond hur Blush, i rollen som privatsköterska, tar hand om en patient med bandagerat ansikte. De verkar vara involverade i ett sadomasochistiskt förhållande. Dessutom har patienten övningar med en ögonscanner. Bond blir dock upptäckt. Blush skickar en lönnmördare efter Bond. Konfrontationen sker i klinikens gym men sprider sig, tills Bond kastar en behållare med sin egen urin på sin motståndare, som dör.
Petachi lyckas få tillgång till basens datasystem och beordrar det att ersätta två tomma kryssningsmissiler med kärnvapenmissiler. Robotarna kapas när de flyger över S.P.E.C.T.R.E.-medarbetaren Maximilian Largos båt, så att de landar i havet, där Largos grodmän väntar och plockar upp dem. När Petachi åker från basen dödar Blush honom.
Snart får NATO ett meddelande från S.P.E.C.T.R.E. med krav på lösesumma. Storbritanniens premiärminister beordrar då M att återaktivera 00-sektionen, något han är högst ovillig att göra. Bond får i uppdrag att spåra de försvunna vapnen. Hans första ledtråd är Petachis syster Domino som befinner sig i Nassau på Bahamas med miljonären Largo. MI6:s kontakt på Bahamas, Nigel Small-Fawcett, ger Bond en bakgrund om Largo, som verkar helt oskyldig. Flush upptäcker Bond och tar med honom på en dyktur där hon försöker döda honom. Han undkommer flera gånger, men missar att Largo åkt mot Nice. Han följer efter, och möts av sin CIA-vän, Felix Leiter och MI6-agenten Nicole. I ett försök att komma närmare Domino, låtsas Bond vara anställd på ett spa, och får höra att hon ska på en välgörenhetsfest på ett casino samma kväll. Bond tar sig in på festen, och får spela ett 3D-spel, Domination, med Largo. När Bond segrar begär han en dans med Domino och berättar att hennes bror blivit dödad av Largo.
När Bond återvänder till sin villa är Nicole, hans MI6-kollega, död. Bond jagar mördaren på motorcykel, men blir slutligen fångad av Blush. Med hjälp av en penna från Q och Blush övermod kan Bond distrahera henne länge nog för att döda henne.

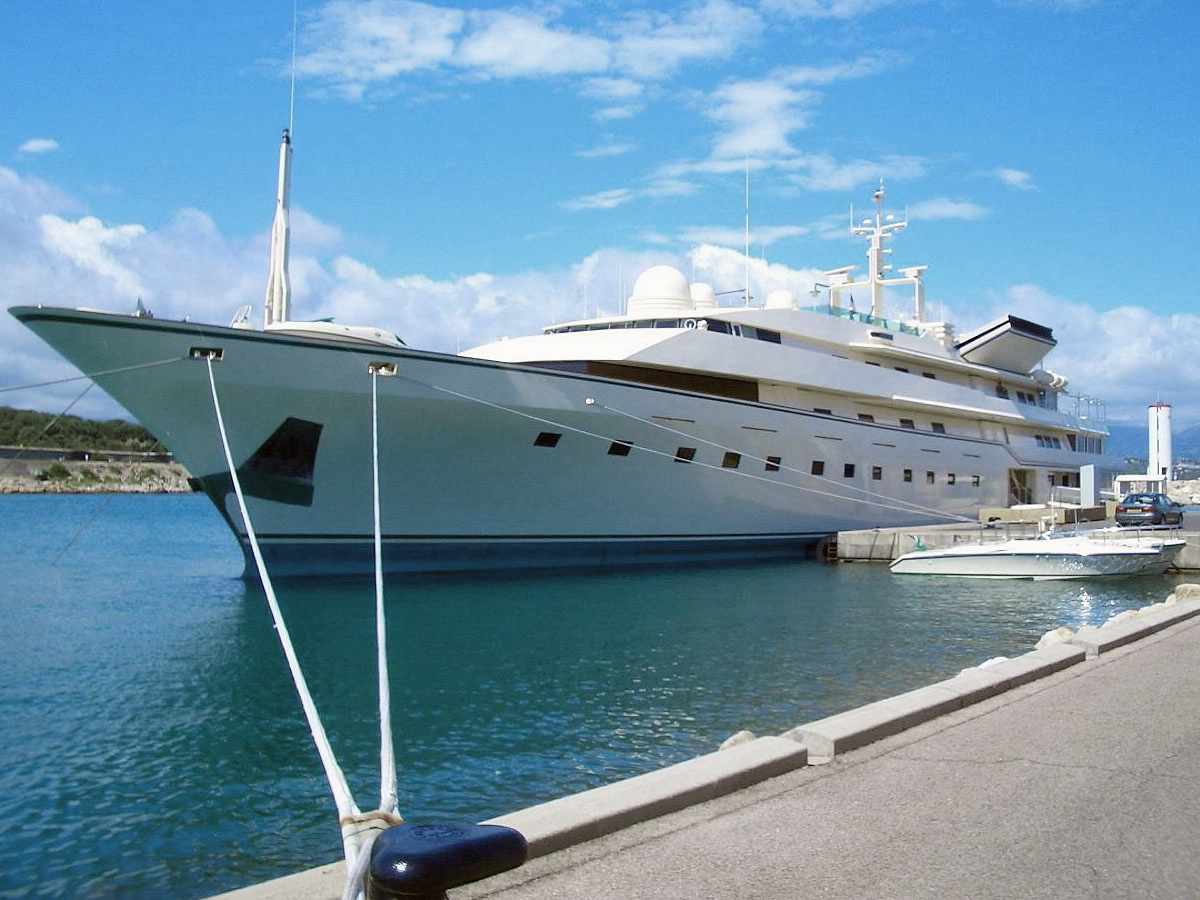
Adnan Khashoggis lyxyacht Nabila (numera Kingdom 5KR), byggd 1980 av Benetti och designad av Jon Bannenberg, användes i filmen.

Bond och Felix Leiter lyckas ta sig ombord på Largos lyxjakt, på jakt efter atombomberna, men Bond blir upptäckt av Largo som behandlar honom som en gäst. För att provocera Largo, tar sig Bond in till Domino och kysser henne inför Largos övervakningsutrustning. Innan Largo hunnit dit, smiter de iväg och kallar på förstärkning. Bond och Domino förs till Palmyra i norra Afrika, där Largo har sitt högkvarter. Han säger att den ena bomben ska till Washington DC, men vägrar att avslöja var den andra är. Largo överger också Domino, och säljer henne till några besökande araber. Bond lyckas dock fly och få med sig Domino. De räddas av Leiter som anländer i en ubåt.
Med hjälp av ett smycke som Domino har fått av Largo, spårar Bond och Leiter Largo till en grotta som heter Allahs tårar. Bond och Leiter får med sig amerikanska dykare och attackerar S.P.E.C.T.R.E.:s trupper. Largo kommer dock undan med en kärnstridsspets, men innan han hinner detonera den, blir han dödad av Domino som hämnd för hennes brors död.
Tillbaka på Bahamas blir Bond och Domino synbart attackerade av en man. Det visar sig vara Nigel Small-Fawcett som på M:s vägnar ber Bond att återkomma. Bond säger "aldrig".

## Rollista, i urval
- James Bond – Sean Connery
- M – Edward Fox
- Q "Algy" Algernon – Alec McCowen
- Miss Moneypenny – Pamela Salem

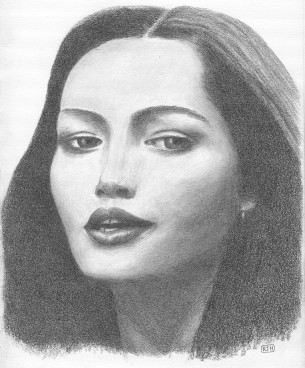
Teckning av Barbara Carrera.

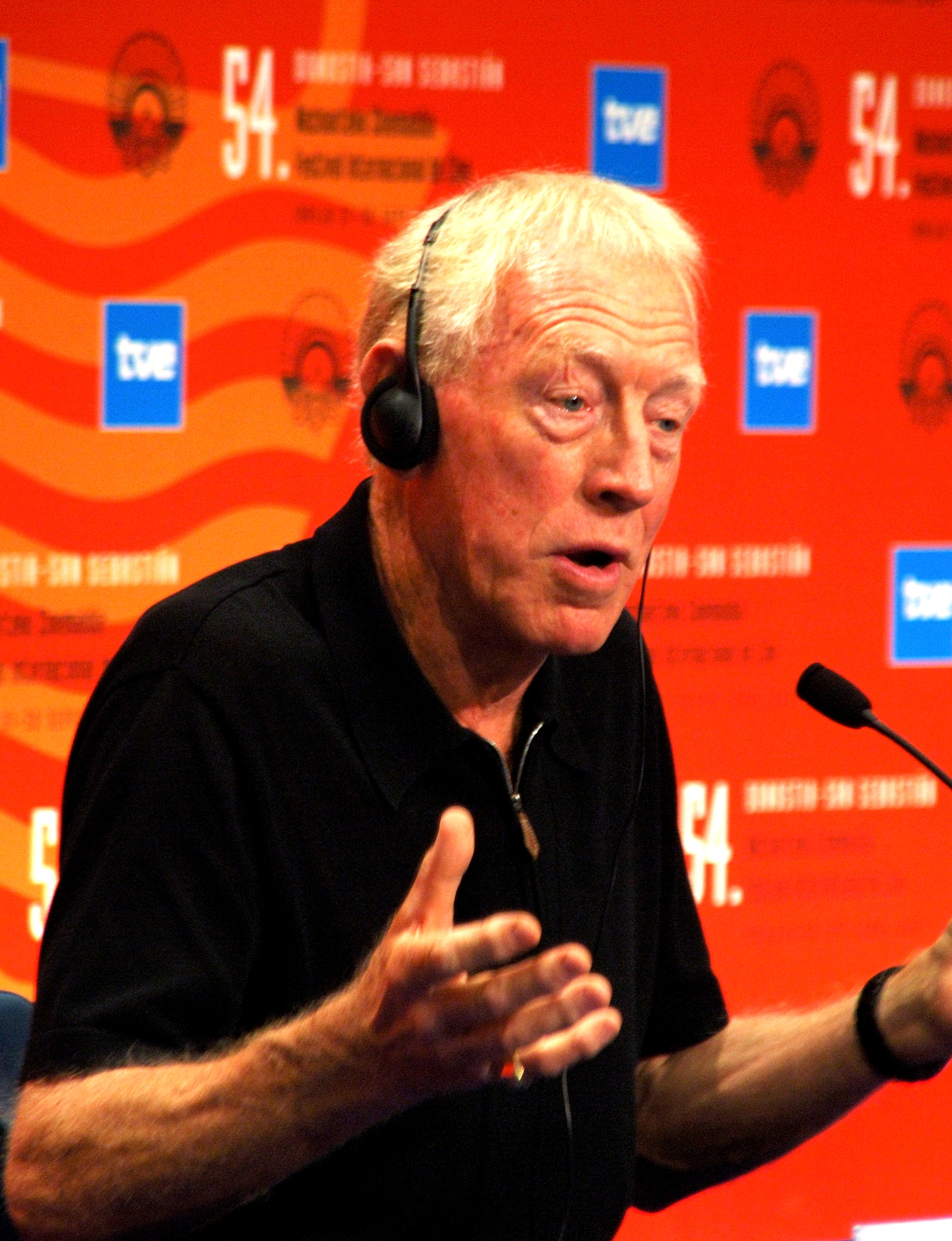
Max von Sydow spelar Ernst Stavro Blofeld.

- Maximilian Largo – Klaus Maria Brandauer
- Fatima Blush – Barbara Carrera
- Ernst Stavro Blofeld – Max von Sydow
- Domino Petachi – Kim Basinger
- Felix Leiter – Bernie Casey
- Nigel Small-Fawcett – Rowan Atkinson
- Lady in Bahamas – Valerie Leon
- Kovacs – Milos Kirek
- Lippe – Pat Roach
- Lord Ambrose – Anthony Sharp
- Patricia – Prunella Gee

## Om filmen
- Eftersom filmen är inofficiell fick inte Monty Normans James Bond-tema eller den traditionella pistolpipeinledningen användas. Filmen försökte därför betona att den riktige Bond (Connery) var tillbaka.
- Filmen bryter mot det etablerade James Bond-universumet där Bond och hans ärkefiende Blofeld mötts flera gånger (vid alla tillfällen var det Connery som spelade Bond).
- Filmens titel kommer enligt uppgift från Sean Connerys uttalande efter Diamantfeber som svar på frågan ifall han någonsin tänkte spela Bond igen. Han svarade "Never again" (Aldrig mer). I slutet av filmen får Bond den parallella frågan ifall han kan tänka sig att återvända till aktiv tjänst. Efter att ha svarat "Never again" bryter Bond mot den fjärde väggen och blinkar rakt mot kameran.
- Den skylt i eftertexterna som säger att "inga djur skadades eller missköttes under inspelningen av denna film" tillkom i och med den här filmen, framför allt med tanke på scenen där en häst hoppar från en hög klippa.
- Kasinot där Bond och Largo spelar videospel heter Casino Royale. Scenen förhindrade den officielle Bond-författaren John Gardner från att inkludera en liknande scen i sin bok Role of Honour där Bond skulle spela ett videospel över LAN. Istället fick Gardner inkludera en annan typ av spel.
- Det var egentligen tänkt att Never Say Never Again och den officiella Bond-filmen Octopussy skulle komma ut samtidigt, och tidningarna skrev mycket om "slaget mellan de två Bond". Till slut beslutades det att premiärerna skulle separeras.

## Rättighetstvisten
(För ytterligare information om rättigheterna kring boken, se Åskbollen.)

### Filmen Åskbollen
När Kevin McClory fick rättigheterna att göra film på boken Åskbollen försökte han att sätta igång inspelningen. Han lyckades inte förrän Harry Saltzman och Albert R. Broccoli föreslog att de skulle göra Åskbollen till den fjärde officiella Bond-filmen 1965. För filmen användes Richard Maibaums manus från 1961, när filmen var tänkt att göras som första Bond-film, med lättare revideringar av John Hopkins. Därför fick Broccoli inte fullt erkännande som producent - den enda gången under hans livstid. Som gentjänst gick McClory med på att inte göra någon mer inspelning på Åskbollen-materialet inom tio år.
1977, när tio år hade gått, gick McClory ihop med Sean Connery för att skriva ett helt nytt Bond-äventyr, och det gick rykten om namn som Warhead 8, Warhead, eller James Bond of the Secret Service, och att Connery inte skulle ha spelat Bond. Projektet lades på is när EON Productions (produktionsbolaget bakom de officiella filmerna) stämde McClory. McClory och Connery hörde då talas om detaljer ur den kommande filmen Älskade spion, som från början hade SPECTRE och Ernst Stavro Blofeld som skurkar. Efter påtryckningar ändrades historien till att handla om en fristående organisation med Karl Stromberg som ledare.

### Never Say Never Again
Under 1980-talet sålde McClory rättigheterna att göra en Bondfilm på Åskbollen-materialet till Jack Schwartzman, som blev en nyckelfigur för att finansiera det som senare blev Never Say Never Again. Han anställde dessutom Lorenzo Semple Jr för att skriva manuset. 1983 kom så Never Say Never Again med Sean Connery som Bond (efter 12 års uppehåll). Samma år kom Octopussy, med Roger Moore som Bond. Det blev ett stort PR-krig när det avslöjades att premiärerna nästan krockade. Till slut kom de dock ut med flera månader emellan.

### Efter Never Say Never Again
På 1990-talet gick McClory ihop med Sony Pictures för att göra en tredje film på Åskbollen, eventuellt med Liam Neeson eller Timothy Dalton som Bond. MGM och EON Productions stämde dem och förhindrade alla sådana projekt, och Sony har senare avstått från alla rättigheter till vidare Bond-filmer. 2005 köpte dock Sonys koncern upp MGM, och eftersom MGM fick distributionsrätten till Never Say Never Again från Warner Bros. 1997, äger nu Sony den.
Kevin McClory fortsatte sin stämningsansökan mot Danjaq (som äger EON Productions), United Artists och MGM, fram till 2001 när han förlorade.